# سیارک ۳۲۲۹
سیارک ۳۲۲۹ (به انگلیسی: 3229 Solnhofen، نامگذاری:A916PC) سه هزار و دویست و بیست و نهمین سیارک کشف شده‌است که در ۹ اوت ۱۹۱۶ کشف شد.
قدر مطلق سیارک برابر ۱۲٫۸۰ است.